# Jota2 Fornacis
Jota2 Fornacis (ι2 Foracis, förkortat Jota2 For, ι2 For) som är stjärnans Bayerbeteckning, är en ensam stjärna belägen i den mellersta delen av stjärnbilden Ugnen. Den har en skenbar magnitud på 5,83 och är svagt synlig för blotta ögat där ljusföroreningar ej förekommer. Baserat på parallaxmätning inom Hipparcosuppdraget på ca 29,5 mas, beräknas den befinna sig på ett avstånd på ca 111 ljusår (ca 34 parsek) från solen. Stjärnan befinner sig i den tunna skivan av Vintergatan.

## Egenskaper
Jota2 Fornacis är en gul till vit i huvudserien av spektralklass F6 V Fe-0,7 CH-0,4. där suffixnotationen anger att absorptionslinjerna för järn och kolväte-G-bandet är onormalt svaga. Den har en massa som är ca 1,4 gånger större än solens massa, en radie som likaledes är ca 1,4 gånger större än solens och utsänder från dess fotosfär ca 4,8 gånger mera energi än solen vid en effektiv temperatur av ca 6 400 K. 
Jota2 Fornacis har en följeslagare av magnitud 13,74 med gemensam rörelse genom rymden, separerad med 81,80 bågsekunder vid en positionsvinkel på 6°. Detta objekt har en massa på ca 35 procent av solens massa.